# GSM-Dienst
GSM-Dienste gehören zum Mobilfunkdienst und sind im Rahmen eines GSM-Netzes verfügbar. Einige Standard-Dienste können über sogenannte „GSM-Codes“ über das Handy im Wirknetz eines Netzbetreibers konfiguriert werden. Standard-GSM-Dienste sind
- Telefonie
- Fax
- Daten
- SMS ankommend
- SMS abgehend
- Rufumleitung
- Anklopfen
- Parken
- Makeln
- Auslandssperre ankommende Anrufe im Ausland
- Auslandssperre abgehende Anrufe im Ausland
- Rufnummernanzeige
- Rufnummernunterdrückung

etc.
Durch Konfiguration, Hardware-Einkauf, Software-Implementierung und/oder Frequenzerweiterung der jew.
Netzbetreiber können zusätzlich Dienste realisiert werden wie z. B.
- UMTS
- GPRS
- i-mode
- HSCSD
- WAP
- Benachrichtigungsfunktionen
- Anrufbeantworter
- E-Mail Push

etc.
Die Verfügbarkeit der Dienste im Ausland hängt von den Roaming-Vereinbarungen der Netzbetreiber untereinander ab.